# Europameisterschaften 1895
Als Europameisterschaft 1895 oder EM 1895 bezeichnet man folgende Europameisterschaften, die im Jahr 1895 stattfanden:
- Eiskunstlauf-Europameisterschaft 1895
- Ruder-Europameisterschaften 1895